# Wolfsmelk
Wolfsmelk (Euphorbia) is een groot en divers plantengeslacht uit de wolfsmelkfamilie. Het geslacht kent ongeveer 2300 soorten, en heeft een kosmopolitische verspreiding. De soorten variëren van kruipende kruidachtige planten tot struiken, bomen en, in aride gebieden van Afrika en India, zelfs cactusachtige soorten.

## Naamgeving
Volgens Plinius de Oudere is de naam Euphorbia afgeleid van Euphorbos, een geneesheer van koning Juba II van Mauritanië. De Nederlandse naam wolfsmelk wijst op het melksap dat een belangrijk kenmerk van dit geslacht is. Het sap is vaak giftig, gevaarlijk voor huid en ogen, en de 'wolf' in de betekenis van 'duivel' werd gezien als de veroorzaker. De Engelse naam spurge geeft de reinigende (to purge - "louteren") werking aan van een aantal soorten, zoals kruisbladige wolfsmelk (E. lathyris).

## Kenmerken
Naast het melksap is de bloeiwijze typerend voor het geslacht. De planten hebben schijnbloemen, cyathia (enkelvoud cyathium) genaamd, die omgeven zijn door schutbladen (involucrum). Een cyathium bestaat uit een kopjesvormige bodem, gevormd door twee kelkbladen. Daarbinnen bevindt zich één vrouwelijke bloem, omringd door meerdere mannelijke bloemen die elk gereduceerd zijn tot één meeldraad. Een aantal honingklieren (gewoonlijk 4-5) omgeeft dit geheel. De vruchten zijn openspringende, driekluizige kluisvruchten met één zaad per kluis.

## Belang voor de mens
Veel soorten worden als sierplant gebruikt, zoals de kerstster of poinsettia.
Veel meestal kleine, kruidachtige soorten komen in West-Europa voor als onkruid in moestuinen. Sommige soorten worden als plaag gezien, bijvoorbeeld heksenmelk, die vanuit Europa geïntroduceerd is op de prairies van de Verenigde Staten. Ook worden actieve ingrediënten gebruikt voor medische doeleinden, zoals braak- en purgeermiddelen.
In 2017 registreerde het Belgische Antigifcentrum twintig gevallen van oog- of huidirritatie na contact met het sap van een wolfsmelk-soort.

## Soorten
In Nederland en België komen de volgende soorten voor:
- Amandelwolfsmelk (E. amygdaloides)

- Brede wolfsmelk (E. platyphyllos)
- Cipreswolfsmelk (E. cyparissias)
- Heksenmelk (E. esula)
- Kleine wolfsmelk (E. exigua)
- Kroontjeskruid (E. helioscopia)
- Kruisbladige wolfsmelk (E. lathyris)
- Kustwolfsmelk (E. portlandica)
- Moeraswolfsmelk (E. palustris)
- Stijve wolfsmelk (E. stricta)
- Straatwolfsmelk (E. maculata)
- Tuinwolfsmelk (E. peplus)
- Zandwolfsmelk (E. seguieriana)
- Zeewolfsmelk (E. paralias)
- Zoete wolfsmelk (E. dulcis - niet in Nederland)

In Wallonië komt de wrattige wolfsmelk (Euphorbia verrucosa) voor.
Enkele overige soorten:
- Kerstster (E. pulcherrima)
- Kleurige wolfsmelk (E. epithymoides of E. polychroma)

... · 
E. abdelkuri · 
E. abyssinica · 
E. acanthothamnos · 
E. actinoclada · 
E. adenopoda · 
E. alcicornis · 
E. alfredii · 
E. alluaudii · 
E. ambarivatoensis · 
E. ambovombensis · 
E. amygdaloides (Amandelwolfsmelk) · 
E. analalavensis · 
E. ankaranae · 
E. ankarensis · 
E. ankazobensis · 
E. antiquorum · 
E. antso · 
E. aprica · 
E. arahaka · 
E. aureoviridiflora · 
E. balsamifera · 
E. banae · 
E. beharensis · 
E. bemarahaensis · 
E. benoistii · 
E. berorohae · 
E. biaculeata · 
E. boissieri · 
E. boiteaui · 
E. boivinii · 
E. bongolavensis · 
E. bosseri · 
E. brachyphylla · 
E. caducifolia · 
E. candelabrum · 
E. cap-saintemariensis · 
E. capmanambatoensis · 
E. capuronii · 
E. caput-aureum · 
E. cedrorum · 
E. cyparissias (Cipreswolfsmelk) · 
E. dulcis (Zoete wolfsmelk) · 
E. epithymoides (Kleurige wolfsmelk) · 
E. erythraea ·
E. esula (Heksenmelk) · 
E. exigua (Kleine wolfsmelk) · 
E. handiensis ·
E. helioscopia (Kroontjeskruid) · 
E. ingens · 
E. lacei · 
E. lactea · 
E. lathyris (Kruisbladige wolfsmelk) · 
E. leuconeura · 
E. neriifolia · 
E. officinarum · 
E. palustris (Moeraswolfsmelk) · 
E. paralias (Zeewolfsmelk) · 
E. peplus (Tuinwolfsmelk) · 
E. platyphyllos (Brede wolfsmelk) · 
E. portlandica (Kustwolfsmelk) · 
E. pulcherrima (Kerstster) · 
E. regis-jubae · 
E. resinifera · 
E. royleana · 
E. seguieriana (Zandwolfsmelk) · 
E. stenoclada · 
E. stricta (Stijve wolfsmelk) · 
E. tirucalli · 
E. verrucosa (Wrattige wolfsmelk) · 
E. waringiae · 
...
... · 
Acalypha · 
Adriana · 
Agrostistachys · 
Alchornea · 
Aleurites · 
Anthostema · 
Blachia · 
Chrozophora · 
Cnidosculus · 
Croton · 
Dalechampia · 
Euphorbia (Wolfsmelk) · 
Hevea · 
Hieronyma · 
Hippomane · 
Homalanthus · 
Hura · 
Hylandia · 
Jatropha · 
Mabea · 
Macaranga · 
Mallotus · 
Manihot · 
Mercurialis (Bingelkruid) · 
Plukenetia · 
Ricinus · 
Sebastiania · 
Shirakiopsis · 
Tragia · 
...